# Kool Savas

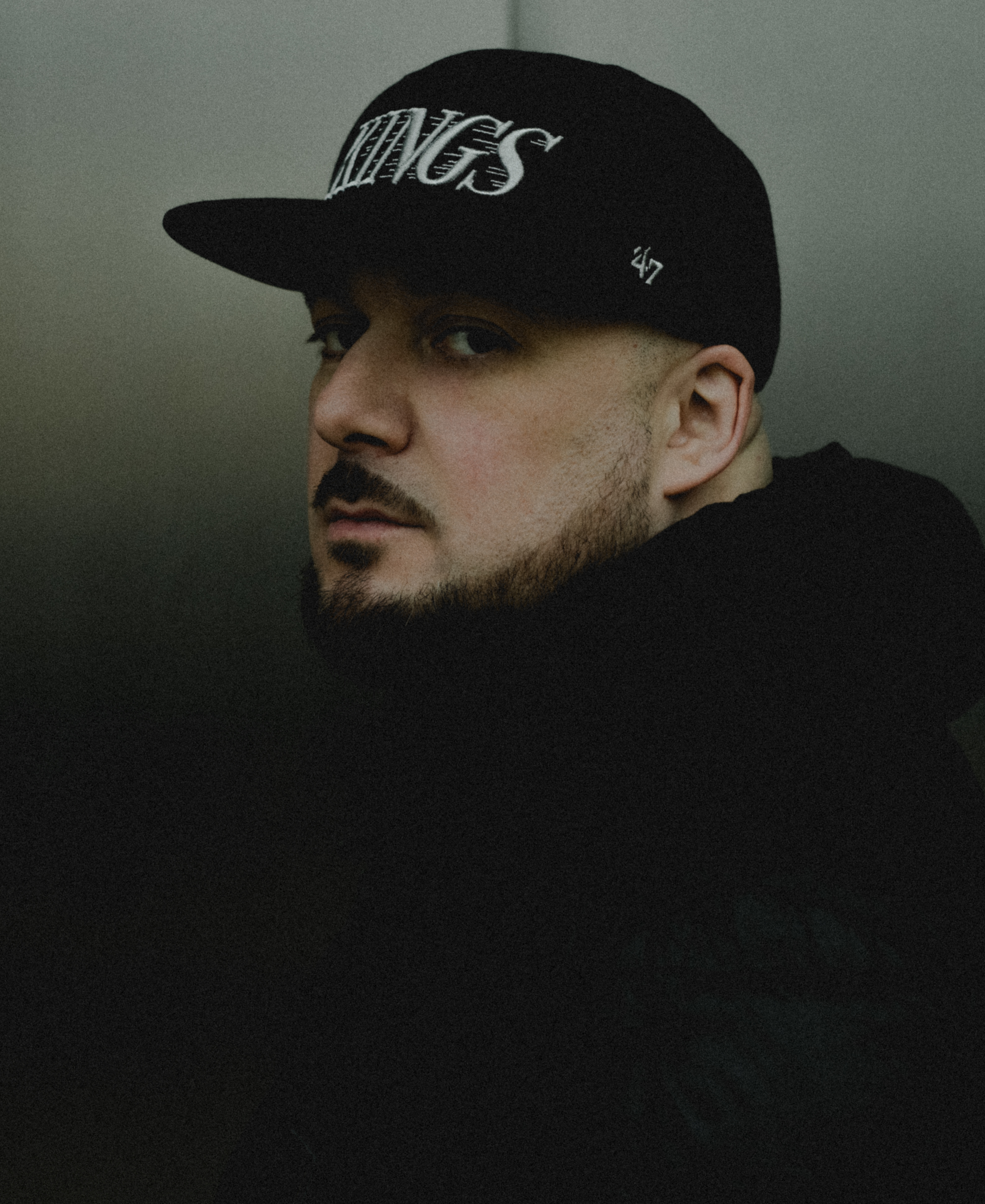
Kool Savas (2019)

Kool Savas [ˌkuːl saˈvaːʃ] (bürgerlich Savaş Yurderi; * 10. Februar 1975 in Aachen) ist ein deutsch-türkischer Rapper.
Seit Mitte der 1990er-Jahre ist er in der Berliner Hip-Hop-Szene aktiv. Durch die Beteiligung innerhalb der Formationen M.O.R. und Westberlin Maskulin erlangte Savas erste Bekanntheit. Seine Soloalben Der beste Tag meines Lebens, Tot oder lebendig, Aura, Märtyrer, KKS und Aghori sowie die Kollaborationsprojekte One mit Azad, Gespaltene Persönlichkeit mit Xavier Naidoo und Royal Bunker mit Sido waren kommerziell erfolgreich. Kool Savas gilt als einer der einflussreichsten deutschen Rapper und einer der wichtigsten Vertreter des Battle-Raps, hier konnte er unter anderem mit dem Titel Das Urteil, einem Disstrack gegen den Rapper Eko Fresh, deutschlandweit auf sich aufmerksam machen.

## Werdegang

### Jugend und musikalische Frühphase

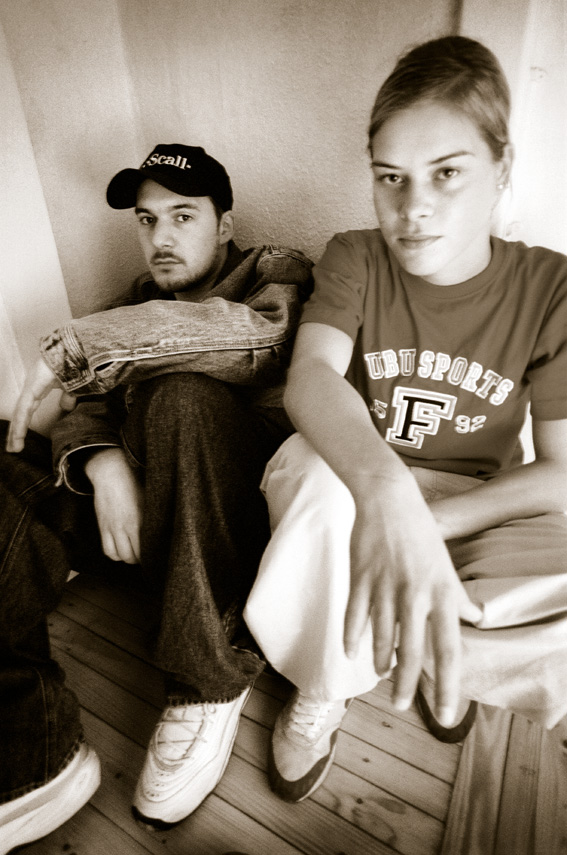
Kool Savas und Melbeatz (2001)

Kool Savas wurde 1975 unter dem bürgerlichen Namen Savaş Yurderi als Sohn eines türkischen Vaters und einer deutschen Mutter in Aachen geboren. Als Yurderi ein Jahr alt war, zogen seine Eltern mit ihm in die Türkei, das Herkunftsland seines Vaters. Dort engagierte sich sein Vater politisch, was zu seiner Verhaftung und schließlich zur Verurteilung zu fünf Jahren Gefängnis führte. Yurderis Mutter floh daraufhin zusammen mit ihrem Sohn zurück nach Aachen. Nach Beendigung der Haftstrafe kehrte auch der Vater nach Deutschland zurück. Die Familie fand im West-Berliner Stadtteil Kreuzberg wieder zusammen, als Yurderi elf Jahre alt war. Anfang der 1990er-Jahre begann sich Yurderi politisch zu engagieren. So beteiligte er sich etwa an Demonstrationen, die sich gegen Neonazis oder Abschiebungen richteten. Später bezeichnete er diese Phase als „eher pseudopolitisch“. Zeitgleich begann er, in englischer Sprache zu rappen. Dabei orientierte er sich vor allem an US-amerikanischen Rappern, die aus der Strömung des Westcoast-Hip-Hop hervorgegangen waren, wie Too Short, Compton’s Most Wanted, Ice Cube und MC Eiht. Yurderi trat im Folgenden bei Hip-Hop-Workshops in Erscheinung. Im Rahmen dieser Veranstaltungen lernte er den Rapper Fumanschu kennen, mit dem er daraufhin nach Los Angeles reiste.
Zu Beginn seiner Tätigkeit als Hip-Hop-Musiker trat Yurderi unter dem Pseudonym Juks auf. 1995 lernte er den Rapper Ono der Gruppe Walkin’ Large kennen. Gemeinsam bildeten sie daraufhin über zwei Jahre das Hip-Hop-Duo Basic Elements. Yurderi änderte frühzeitig seinen Künstlernamen unter Verwendung seines bürgerlichen Vornamens Savaş in Kool Savas. Weil „Savaş“ das türkische Wort für „Krieg“ ist, kann der Künstlername mit „Kalter Krieg“ übersetzt werden. Im Anschluss an seine Reise in die Vereinigten Staaten entschied er, zukünftig seine Texte in deutscher Sprache zu verfassen. Zusammen mit Fumanschu und Justus nahm er das Lied Masters Of Rap auf. Dieses bildete 1996 den Ausgangspunkt zur Gründung der gleichnamigen Hip-Hop-Gruppe Masters of Rap. M.O.R. wurde in den folgenden Jahren durch verschiedene Rapper ergänzt, darunter Jack Orsen, Big Derill Mack und Taktloss. Mit letztgenanntem formierte Savas 1997 das Duo Westberlin Maskulin. Im selben Jahr erschien Hoes, Flows, Moneytoes in einer limitierten Auflage von 50 Einheiten als Compact Cassette. 1999 wurde das Album als CD und Vinyl wiederveröffentlicht. 1997 trat Yurderi als Schauspieler in dem Fernsehfilm Geschwister – Kardeşler des deutsch-türkischen Regisseurs Thomas Arslan auf.
Im Juni 1999 erschien mit der Single LMS/Schwule Rapper die erste Soloveröffentlichung Kool Savas’ über das Label Put Da Needle To Da Records. Der Kontakt zur Musikfirma war zustande gekommen, nachdem die Regisseurin Astrid Milewski ein Tape Savas’ an Chris Maruhn, den Chefredakteur des Hip-Hop-Magazins Juice, geschickt hatte. Dieser hatte daraufhin Kopien an die Labels Show-Down, Four Music und Put Da Needle To Da Records weitergeleitet. Ausschließlich Peter Sreckovic von Put Da Needle To Da Records hatte Interesse gezeigt. Eine größere Bekanntheit erlangte Savas im Jahr 2000 durch die Single und das dazugehörige Musikvideo King of Rap, eine Gemeinschaftsproduktion mit dem Produzenten Plattenpapzt. Im selben Jahr folgte das zweite Album von Westberlin Maskulin unter dem Titel Battlekings. Dieses war die letzte Zusammenarbeit von Kool Savas und Taktloss. Da sich Taktloss ebenfalls aus der Formation M.O.R. zurückzog, war er auf dem ersten und gleichzeitig einzigen unter Beteiligung Kool Savas’ entstandenen Album der Gruppe NLP – Neuro-Linguistisches Programmieren nicht mehr vertreten.

### Steigende mediale Berichterstattung und kommerzieller Durchbruch

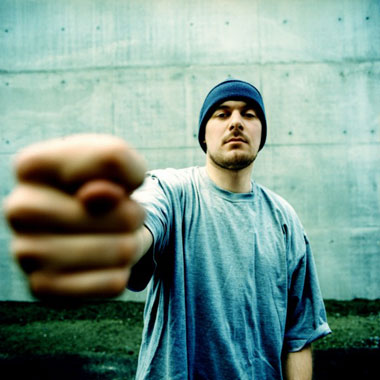
Kool Savas (2002)

Mit Haus & Boot, einer EP mit der Sängerin Valezka, erschien 2001 die erste Veröffentlichung Savas’, die in die deutschen Charts einstieg. Das dazugehörige Video wurde zudem von dem Musiksender MTV ausgestrahlt. Zur weiteren Forcierung seiner Solokarriere verließ Savas kurze Zeit später die Masters of Rap, deren verbliebenen Mitglieder in unterschiedlichen Konstellationen bis heute als Gruppe aktiv sind. Des Weiteren trennte er sich auch von seinem Label Put Da Needle To Da Records. Die Trennung wurde von Streitigkeiten begleitet. So hatte Sreckovic den Ausstieg des Rappers aus seiner Firma zunächst nicht gebilligt. Savas reagierte mit der Aktion Free Savas und einem gegen Sreckovic gerichteten Stück mit dem Titel Fuck Peter. Für die Verbreitung der Aktion sorgt das Berliner Bookingbüro Mikrokosmos booking, bei dem Savas einige Jahre buchbar war. Anfang 2002 gründete Savas sein eigenes auf Hip-Hop-Musik spezialisiertes Label Optik Records als Subunternehmen der Musikfirma Sony BMG. Neben Valezka nahm er den von ihm entdeckten Rapper Eko Fresh sowie die Produzentin Melbeatz und DJ Nicon unter Vertrag. Gemeinsam bildeten sie daraufhin die Optik Crew und veröffentlichten Optik Mixtape Volume 1. Am 4. November 2002 erschien Savas’ Debütalbum Der beste Tag meines Lebens. Dieses erreichte Platz sechs der deutschen Album-Charts und stellt den kommerziellen Durchbruch des Rappers dar. Neben der für ihn typischen Variante des Battle-Raps behandelt Savas auf seinem ersten Album auch persönliche Themen, darunter etwa seine Überzeugung vom Vegetarismus.
Im August 2003 verließen zunächst Eko Fresh und später auch Valezka Optik Records. Die Trennung von Kool Savas und Eko Fresh zog eine medial ausgetragene Streitigkeit nach sich, die über mehrere Monate andauerte. Insbesondere aus dem Ende 2004 veröffentlichten Stück Die Abrechnung von Eko Fresh, in dem neben Savas auch Bushido, Fler, MC Rene und Sido angegriffen werden, resultierten eine Reihe musikalischer Antworten der beteiligten Akteure. Kool Savas reagierte im Februar 2005 mit dem Lied Das Urteil. In diesem wirft Savas seinem Kontrahenten unter anderem Geldgier vor. Das Video zum Stück entwickelte sich zum Erfolg im Programm der Musiksender und zu einem der populärsten Stücke Kool Savas’. Über mehrere Jahre fungierte Das Urteil bei Konzerten des Rappers als Finale. Im Jahr 2025 betrat Eko Fresh im Rahmen eines Konzertes in Berlin erstmals nach über 20 Jahren eine Bühne mit Savas, um gemeinsam Optik Anthem zu performen und somit die Streitigkeiten für beendet zu erklären.
2004 erschienen zudem die Kompilation Die besten Tage sind gezählt sowie die Single OK! von Melbeatz, auf der Savas erstmals neben dem Hamburger Samy Deluxe zu hören ist. Eine weitere Kooperation erfolgte 2005 mit dem Rapper Azad in Form des gemeinsamen Albums One. Beide Hip-Hop-Musiker verband bereits im Vorfeld eine mehrjährige Freundschaft. One stieg auf Platz fünf der deutschen Album-Charts ein. Des Weiteren traten beide Rapper im Zuge der Vermarktung mit ihrer Single All 4 One erstmals im Umfeld von Stefan Raab bei TV total auf. Neben der Album-Veröffentlichung formierte sich Savas mit den Rappern Caput, Amar, Ercandize sowie seinem Bruder Sinan neu. Die Mitglieder wurden über das Mixtape Die John Bello Story bei Optik Records eingeführt. Später wurde die Optik Crew um Kaas und Franky Kubrick sowie den Sänger Moe Mitchell ergänzt, den Savas bereits 2003 kennengelernt hatte. Mitchell fungierte seitdem für mehrere Jahre als sogenannter Back-Up-Rapper Kool Savas’ bei Konzerten. Alle Künstler des Musikunternehmens präsentierten sich 2006 auf dem Labelsampler Optik Takeover!. Im selben Jahr trat Savas darüber hinaus als Moderator des Hip-Hop-Battle-Turniers Feuer über Deutschland in Erscheinung.

### Etablierung mitTot oder lebendig,AuraundGespaltene Persönlichkeit

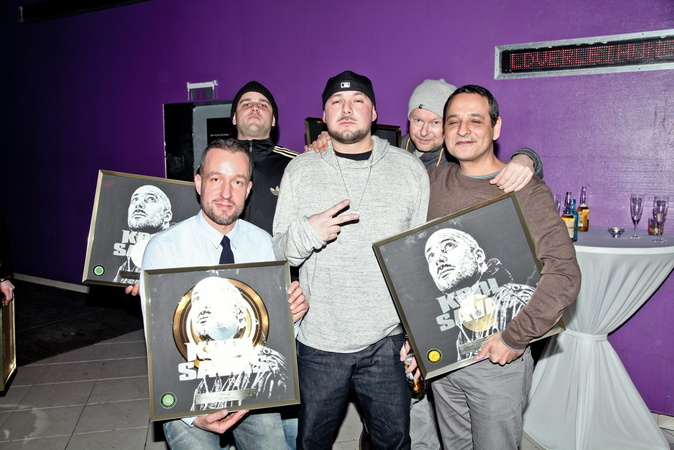
Goldverleihung des Albums „Aura“ (Von links: David Laube, Holger Schneider, Kool Savas, Lars Krings und Ramin Bozorgzadeh)

Am 2. November 2007 wurde Savas’ zweites Soloalbum Tot oder lebendig veröffentlicht. Dieses stieg auf Platz zehn der deutschen Album-Charts ein. Zudem positionierte es sich in den Hitparaden der Schweiz und Österreichs. Im selben Jahr trat Savas erstmals als Synchronsprecher in Erscheinung. Für die Episode Die Hölle auf Erden der Zeichentrickserie South Park übernahm er die deutsche Stimme von The Notorious B.I.G., der anlässlich seines zehnten Todestages in die Handlung integriert worden war. Im Juli 2008 verkündete Kool Savas die Auflösung seines Labels Optik Records. Mit der Veröffentlichung des Mixtapes John Bello Story II und der anschließenden Tournee aller Label-Künstler unter dem Titel John Bello 2 – Endlich Frei Tour im Januar 2009 endete die Tätigkeit der Firma. Anschließend gründete Savas Essah Entertainment als Independent-Label sowie Booking-Agentur für sich und andere Künstler. Als exklusive Beilage des Magazins Juice erschien 2009 die EP Was hat S.A.V. da vor?. Ein Jahr später folgte das Mixtape John Bello Story III, für das er neben Melbeatz erstmals mit einer Reihe unterschiedlicher Hip-Hop-Produzenten zusammengearbeitet hatte. Im Zuge des Kachelmann-Prozesses äußerte sich Kool Savas mehrfach in beleidigender Form zu Jörg Kachelmann. Dieser forderte daraufhin in Form einer Klage die Unterlassung derartiger Äußerungen sowie eine Geldentschädigung. Durch das Landgericht Berlin wurde Yurderi wegen schwerer Persönlichkeitsrechtsverletzung zu einem Schmerzensgeld von 10.000 Euro verurteilt.

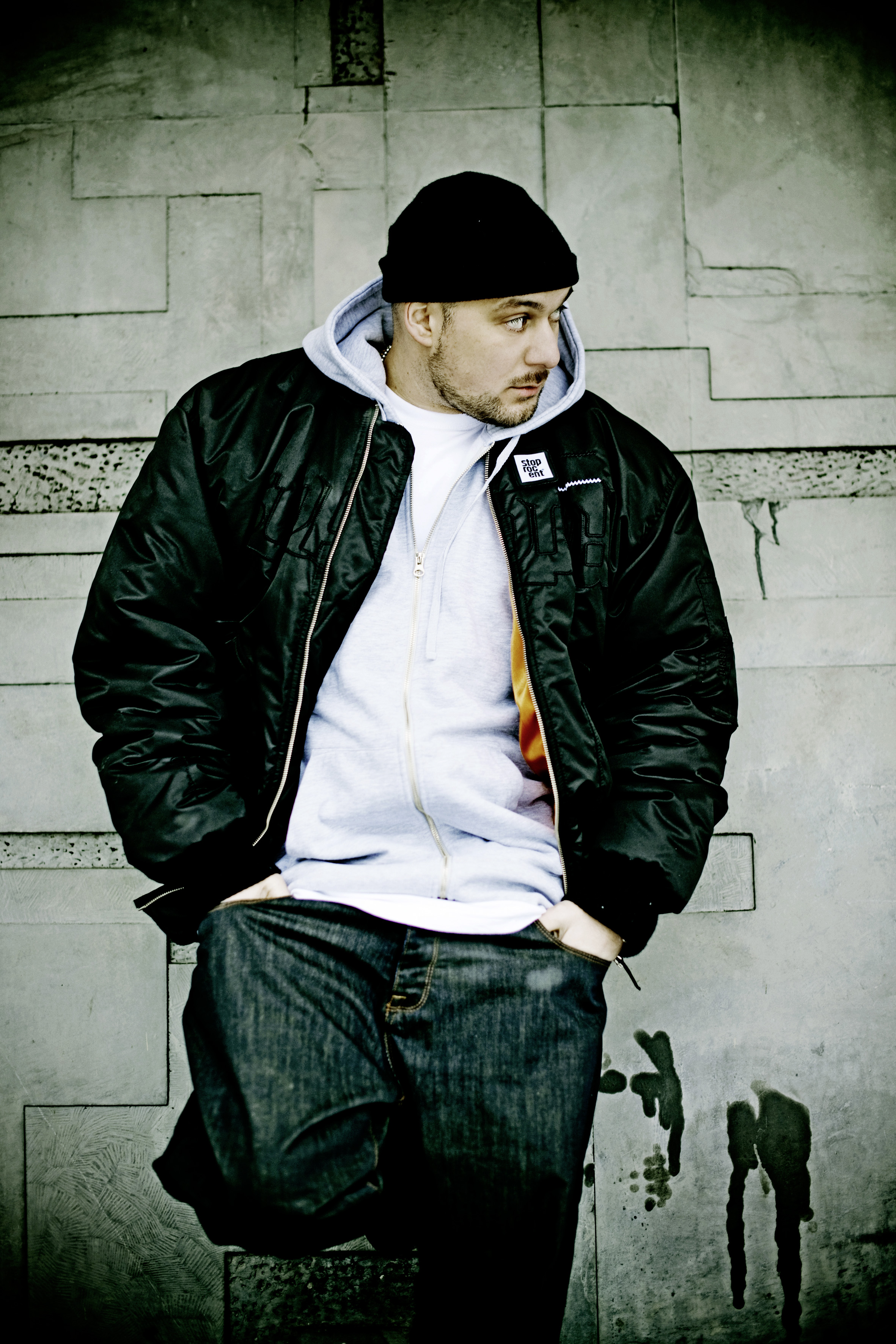
Kool Savas (2010)

Im November 2011 veröffentlichte Savas sein drittes Album Aura über sein Label Essah Entertainment. Mit diesem erreichte der Rapper erstmals Platz eins der deutschen und Schweizer Charts. Zudem erhielt Aura durch den Verkauf von 100.000 Einheiten eine Goldene Schallplatte. 2012 absolvierte Savas zunächst eine Tournee unter dem Titel Aura-Tour. Anschließend erfolgte mit „Kool Savas und die Liga der außergewöhnlichen Mcees“ eine gemeinsame Konzert-Reihe mit Olli Banjo, Die Orsons und Laas Unltd. sowie dem Comedian Buddy Ogün. Laas Unltd. übernahm im Zuge dessen die Rolle des Back-Up-Rappers von Savas, die er seitdem ausfüllt. Im Entstehungsprozess von Aura hatte Savas erstmals mit dem R&B-Sänger Xavier Naidoo zusammengearbeitet. Naidoo ist sowohl auf dem Titellied Aura als auch im abschließenden Stück LMS 2012 zu hören. Die letztgenannte Produktion war als Verweis auf ein gemeinsames Album der beiden Künstler platziert worden. Savas und Naidoo veröffentlichten dieses als Duo Xavas im September 2012 unter dem Titel Gespaltene Persönlichkeit über Naidoo Records und Essah Entertainment. Mit der Single Schau nicht mehr zurück nahm das Duo an dem von Stefan Raab initiierten Musikwettbewerb Bundesvision Song Contest 2012 teil, den es gewinnen konnte. Schau nicht mehr zurück erreichte darüber hinaus mit 150.000 verkauften Einheiten Gold-Status. Das Album Gespaltene Persönlichkeit positionierte sich auf Rang eins in Deutschland und der Schweiz. In Deutschland erhielt es zudem eine Platin-Schallplatte.

### Gründung von Essah Media und Kollaborationen mit Sido
Am 1. April 2014 gründete Savas das Independent-Label Essah Media. Damit einhergehend fungiert Essah Entertainment seitdem nur noch als Booking-Agentur. Ende August schloss das Label einen Vertriebsvertrag mit Sony Music. Mit Märtyrer folgte am 14. November 2014 die Veröffentlichung seines vierten Soloalbums. Dieses stieg als drittes Album in Folge auf Platz 1 der deutschen sowie Rang 1 der Schweizer Charts ein. In Österreich erreichte die Veröffentlichung Position drei. Anfang 2015 absolvierte Savas unter dem Titel „Märtyrer-Tour“ eine Konzertreihe durch 22 Städte. Im Rahmen dieser verkaufte der Rapper exklusiv das Mixtape Rap Genius. Ende Juni erreichte Märtyrer durch den Verkauf von über 100.000 Einheiten Gold-Status. Im Dezember ging Savas gemeinsam mit Montez, Cr7z, The Grouch und Eligh erneut auf Tournee. Die acht Auftritte umfassende Reihe wurde unter dem Titel „Warum rappst du? Tour 2“ absolviert.
Im Frühjahr 2016 trat Kool Savas im Rahmen des Abschiedskonzert von Taktloss einmalig wieder mit dem Rapper als Westberlin Maskulin auf. Auch mit Azad versöhnte sich Savas nach mehrjähriger Auszeit. Mitte September präsentierte er mit Auge das erste Video seines Mixtapes Essahdamus, das knapp einen Monat später erschien und Gastbeiträgen von unter anderem KC Rebell, PA Sports, R.A. the Rugged Man, Samy Deluxe, Milonair und Gentleman enthält. Für den Song Triumph kollaborierte Savas mit Azad, Adesse und erstmals auch mit Sido. Essahdamus erreichte in Deutschland, Österreich und der Schweiz Platz drei der Charts, und ist damit das bisher kommerziell erfolgreichste Mixtape von Kool Savas. Savas stellte das Mixtape anschließend im Rahmen der „Essahdamus-Tour“ bei Konzerten in 30 Städten in Deutschland, Österreich und der Schweiz vor. Lass Unltd., der fünf Jahre die Auftritte des Rappers als Back-Up begleitet hatte, trat bei der Tournee erstmals nicht mehr neben Savas auf. An seiner Stelle übernimmt seitdem der Berliner Rapper Takt32.
Auf die erste Zusammenarbeit folgte Ende 2016 der Song Masafaka auf Sidos Das goldene Album. Auch in der Abschlusssendung der Late-Night-Show Circus HalliGalli traten die beiden Berliner neben Marteria, Jan Delay, Denyo, Clueso und Cro gemeinsam auf. Im Sommer gaben Savas und Sido schließlich bekannt, ein gemeinsames Album zu veröffentlichen. Nach den Videoauskopplungen Royal Bunker und Normale Leute erschien das Kollaboalbum Royal Bunker am 29. September 2017. Der Titel greift den Namen des ehemaligen Berliner Labels und der gleichnamigen Kellerkneipe in Berlin-Kreuzberg auf. Royal Bunker erreichte Platz 1 in Deutschland, Platz 1 in Österreich und Platz zwei in der Schweiz. Im Anschluss an die Albumveröffentlichung folgten mit Neue Welt, Jedes Wort ist Gold wert und Haie drei weitere Videos. Im Januar 2018 absolvierten sie eine siebenteilige „Royal Bunker Tour“, auf der sie exklusiv das gemeinsame Tour-Mixtape Wasch den Thron verkauften. Zu dem mit Frauenarzt, Manny Marc, Basti DNP, Yassin, Felix Krull und Sera Finale aufgenommenen Lied Hodln erschien ein Musikvideo. Die Tournee wurde im Sommer mit neun Terminen fortgesetzt. Für Sidos Best-of-Album Kronjuwelen entstand mit Savas und Haftbefehl der Song 4 Uhr nachts.

### Jüngste Projekte
Nachdem Kool Savas im Frühjahr 2018 die Single Is It Love? mit Rea Garvey veröffentlicht und bei Schlag den Henssler präsentiert hatte, kündigte er im Oktober sein fünftes Studioalbum an. Dieses produzierte er zu einem großen Teil mit J. S. Kuster in Bamberg und Berlin. Am 8. Februar erschien das Album unter dem Titel KKS über Essah Media. In Deutschland und der Schweiz stieg das Album auf Platz eins ein, in Österreich auf Rang zwei. Die Veröffentlichung wurde von den Videoauskopplungen KKS, Deine Mutter, in der unter anderem Fler, Massiv, Audio88 & Yassin, Curse und Tua mitspielen, und Batman begleitet. 2021 veröffentlichte er seine Autobiografie King of Rap, Ghostwriter war der Autor Juri Sternburg.
Im Juni 2023 wurde bekannt, dass Kool Savas einer der Coaches für die Casting-Show The Voice Rap sein wird. Das Format ist als Spin-Off der The-Voice-of-Germany-Serie angelegt und fand 2023 zum ersten Mal statt.

## Gesellschaftliches Engagement
Savaş Yurderi stammt aus einem politisch engagierten Elternhaus. So hing die Vergabe des türkischen Worts für „Krieg“ (Savaş) laut Aussage seines Vaters Fazli Yurderi mit „nationalen Befreiungsbewegungen“ und einem weltweit stattfindenden Kampf gegen Unterdrückung in den 1970er Jahren zusammen. Da Yurderis Eltern ihn als Bestandteil ihrer eigenen Identität betrachten, bestand der Wunsch, auch einen Teil ihrer „Denkweise in seinen Namen einfließen zu lassen.“ Yurderi selber verzichtete in den ersten Jahren als Rapper jedoch bewusst auf Verarbeitung politischer und religiöser Themen in seinen Texten, um Affronts zu vermeiden. Dagegen war er außerhalb des Hip-Hops bereits als Jugendlicher bei Protesten gegen Neonazis oder Abschiebungen aktiv. Mit der Veröffentlichung des Albums Der beste Tag meines Lebens begann Savas auch vereinzelt sozialkritische Aspekte in seine Musik einfließen zu lassen.
Seit 2005 engagiert sich Yurderi in unterschiedlichen Projekten. Dabei ist vor allem die Ablehnung der Intensivtierhaltung ein zentrales Thema, das er durch die Unterstützung der Tierrechtsorganisation PETA öffentlich vertritt. Damit einhergehend propagiert er die Ernährungsweise des Vegetarismus, die er seit seinem 18. Lebensjahr befolgt. Ebenfalls 2005 war Yurderi in die umstrittene Kampagne Du bist Deutschland involviert, die ein neues deutsches Nationalgefühl thematisierte. Des Weiteren spricht er sich gegen Cannabis als Rauschmittel aus. Dazu beteiligte er sich an CanNObis, einer Kampagne zur Drogenprävention, und sprach sich in Interviews für generelle Drogenverbote aus.
Yurderi beteiligte sich zudem bereits mehrfach an dem Projekt Mein Kiez, meine Idee, bei dem er mit Jugendlichen die Themen Mobbing und Rassismus behandelt sowie Kreativität fördert. Aus einer dieser Aktionen ging das Musikvideo Sky is the Limit hervor. Des Weiteren unterstützt er die Wasserinitiative Viva con Agua sowie den Verein Visions for Children. In Zusammenarbeit mit Hiphop.de versteigerte Savas 2014 verschiedene Kleidungsstücke und spendete das eingenommene Geld an den Verein Sonnenblume e. V. in Bremerhaven. Ende 2015 präsentierten Savas und Essah Entertainment das Rap4Good-Festival, auf dem er zusammen mit Künstlern wie Genetikk, Curse und KC Rebell zugunsten der Spenden-Kampagne „Urban Culture/DeluxeKidz eV“ auftrat. Anfang 2017 wiederholte er unter anderem mit Azad, Samy Deluxe und Das Bo die Veranstaltung.

## Stil

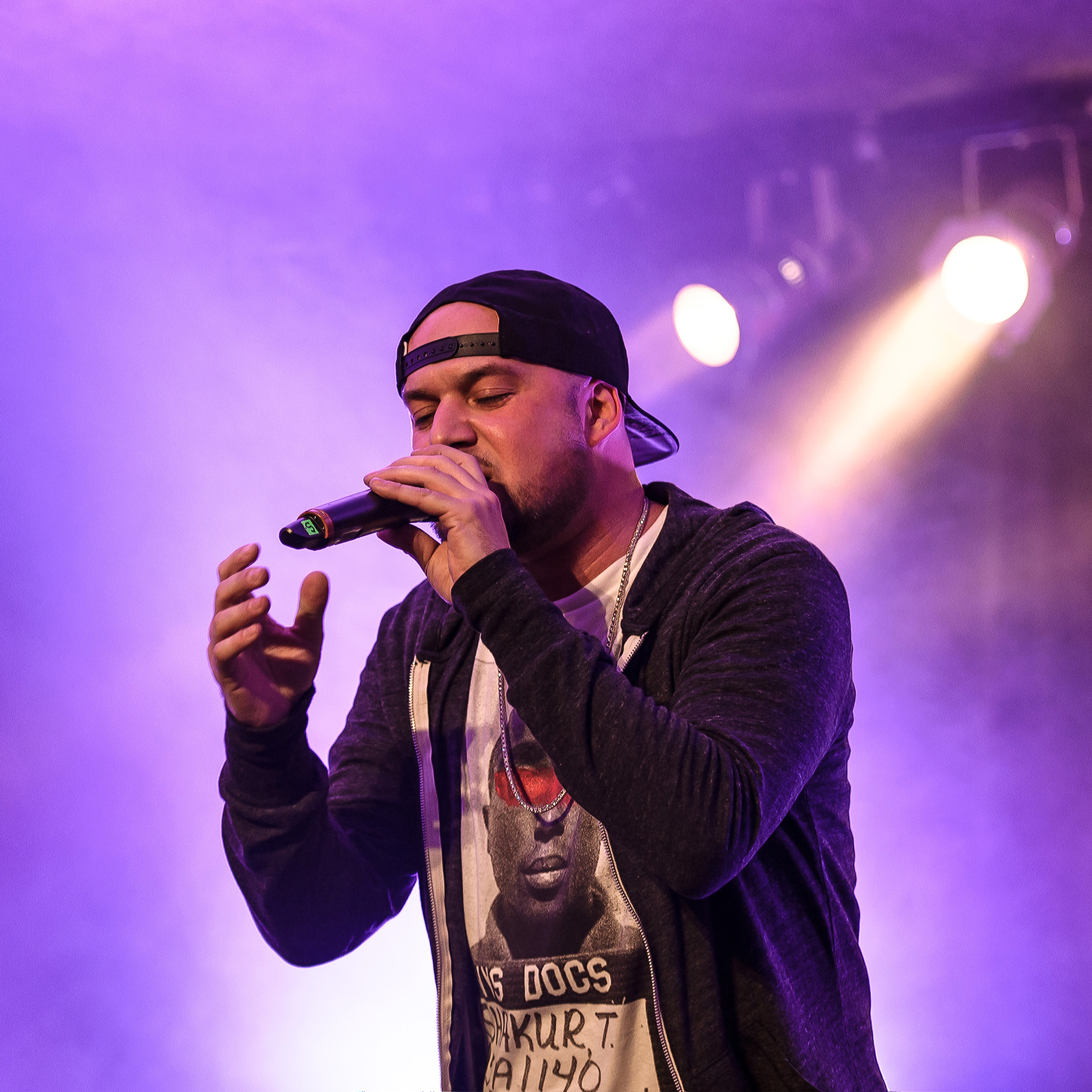
Konzertauftritt des Rappers

Kool Savas’ Werk lässt sich stilistisch zu einem großen Teil dem Hip-Hop-Subgenre Battle-Rap zuordnen. Dabei werden fiktive oder reale Kontrahenten durch Sprechgesang in sprachlich möglichst kreativer Form angegriffen und die eigenen Fähigkeiten besonders positiv hervorgehoben. Dies wird etwa in Veranstaltungen realisiert, sogenannte „Battles“, im Rahmen dessen zwei Gegner auf einer Bühne vor Publikum den verbalen Wettstreit ausüben. Savas übertrug die Prinzipien der verbalen Auseinandersetzung sowohl als Solokünstler als auch innerhalb der Formationen M.O.R. und Westberlin Maskulin auf seine Studioaufnahmen. Einige dieser Lieder wurden als Diss-Tracks gegen konkrete Personen konzipiert wie etwa Das Urteil, das sich primär gegen Eko Fresh richtet, aber auch Hip-Hop-Musiker wie Nina MC, Cappuccino oder Fettes Brot verbal herabwürdigt, oder Renexekution, mit dem MC Rene angegriffen werden sollte. In der Regel richten sich die Texte jedoch gegen einen oder mehrere fiktive Gegner wie etwa in dem Song Alle in einem: „Ich flow besser, wenn ich huste, reim' besser ohne Zunge und hab' doppelt soviel Luft wie Ihr am Mikro ohne Lunge.“ Sowohl die Überhöhung der eigenen Person als auch die Herabsetzung des Gegners ist sprachlich häufig sexuell konnotiert wie am Beispiel der Verse „Rap ist kein Vergnügen, sondern Hass. Bitches sehen mich am Mic und ihre Schlüpfer werden nass. Mein Pint als Kompanie im Auftrag: Ich zerficke dich und deine Crew. Nutten hängen mir am Arsch, denn ich bin Kool Savas.“ aus dem Stück Horror von 1997 deutlich wird. Auf der inhaltlichen Ebene verarbeitet Savas seit dem Album Der beste Tag meines Lebens vereinzelt auch persönliche Themen. Dabei ist etwa die Bedeutung der Familie, die zum Teil auch direkt in die Aufnahmen eingebunden wird, ein wiederkehrendes Thema. Savas selber gibt an, seit dem Mixtape John Bello Story III besonderen Wert auf „Themensongs“ zu legen, die sich von Songs abheben, in denen es „nur um’s Rappen“ gehe.
Ein bedeutender Aspekt Savas’ Musik sowie dessen Rezeption ist der Flow des Rappers. Dieser umfasst die rhythmischen Gestaltungsweisen sowie die „Verschränkung von Sprechgesang und Begleitpattern“ innerhalb der Hip-Hop-Musik. Trotz der Bedeutung des Flows wurde er musikanalytisch bisher wenig untersucht. Kool Savas zeichnet sich durch unterschiedliche Vortragsweisen aus. So ist etwa das Lied Der Beweis (2007) durch Tempowechsel im Vortrag geprägt, wohingegen Neongelb (2001) konstant als Doubletime vorgetragen wird. Savas selber bezeichnet seine Stimme als Soloinstrument, das er sportlich trainiert, um sich auf „der Ebene mit Jazz-Solisten oder […] Gitarristen“ wie Jimi Hendrix vergleichen zu können. Die Analyse des Flows ähnele aus seiner Sicht einer mathematischen Betrachtung: „Ich sehe Rap-Verse wie Zahlen und Punkte, wie in der Matrix. […] Schon bei N.W.A hab’ ich verstanden: […] Die machen am Anfang einen kurzen Satz, dann eine Pause und dann einen langen Satz. […] Seitdem sehe ich vor meinem inneren Auge immer den Takt: Bumm-tschack-bumm-bumm-tschack. Und dazwischen in Punkten und Zahlen die Wörter und Silben.“ Zum Teil stellen komplexe Reimstrukturen die einzige Motivation hinter der Musik dar. So ginge es etwa bei Optimale Nutzung unserer Ressourcen (2011) darum, „einfach 30 verschiedene Reimpatterns“ über den Beat zu präsentieren.
Die musikalische Untermalung von Savas’ Vortrag erfolgt durch Hip-Hop-Beats. Während er seine frühen Songs wie etwa LMS oder Schwule Rapper selber produzierte, war für den Großteil seines Hauptwerks, darunter das vollständige Debütalbum, die Hip-Hop-Produzentin Melbeatz verantwortlich. Beide hatten sich 1994 kennengelernt und waren zunächst in derselben Graffiti-Crew, den Sleepwalkers, aktiv gewesen. Savas erklärte ihr schließlich die Produktion von Beats anhand eines Akai S900. Seitdem ist sie als Savas’ Produzentin tätig und war zudem über zehn Jahre seine Lebensgefährtin. Die Hip-Hop-Produktionen basieren zum Teil auf Samples anderer Musikstücke. In anderen Fällen wurden nicht die Originalaufnahmen anderer Songs genutzt, sondern Ausschnitte dieser im Studio neu eingespielt. Neben charakteristischen Hip-Hop-Beats finden sich in Savas’ Werk auch vereinzelt Lieder, die dem G-Funk (Keep it Gangsta, 2002) oder dem Electro-Rap (Techno Pilot, 2010) zugeordnet werden können. Durch die Zusammenarbeit mit Moe Mitchell und Xavier Naidoo finden sich in aktuelleren Songs auch Einflüsse aus Soul und R&B wieder.

## Diskografie
Studioalben

| Jahr | Titel                       | Höchstplatzierung, Gesamtwochen, AuszeichnungChartplatzierungen (Jahr, Titel, Platzierungen, Wochen, Auszeichnungen, Anmerkungen, Cover) | Höchstplatzierung, Gesamtwochen, AuszeichnungChartplatzierungen (Jahr, Titel, Platzierungen, Wochen, Auszeichnungen, Anmerkungen, Cover) | Höchstplatzierung, Gesamtwochen, AuszeichnungChartplatzierungen (Jahr, Titel, Platzierungen, Wochen, Auszeichnungen, Anmerkungen, Cover) | Anmerkungen                                                 | Cover |
| Jahr | Titel                       | DE | AT | CH | Anmerkungen                                                 | Cover |
| ---- | --------------------------- | --- | --- | --- | ----------------------------------------------------------- | ----- |
| 2002 | Der beste Tag meines Lebens | DE6 (17 Wo.)DE | — | — | Erstveröffentlichung: 4. November 2002 Verkäufe: + 102.000  |       |
| 2007 | Tot oder lebendig           | DE10 (5 Wo.)DE | AT51 (2 Wo.)AT | CH13 (5 Wo.)CH | Erstveröffentlichung: 2. November 2007                      |       |
| 2011 | Aura                        | DE1 Gold · (14 Wo.)DE | AT6 (4 Wo.)AT | CH1 (16 Wo.)CH | Erstveröffentlichung: 11. November 2011 Verkäufe: + 100.000 |       |
| 2014 | Märtyrer                    | DE1 Gold · (15 Wo.)DE | AT3 (4 Wo.)AT | CH1 (12 Wo.)CH | Erstveröffentlichung: 14. November 2014 Verkäufe: + 100.000 |       |
| 2019 | KKS                         | DE1 (10 Wo.)DE | AT2 (4 Wo.)AT | CH1 (6 Wo.)CH | Erstveröffentlichung: 8. Februar 2019                       |       |
| 2021 | Aghori                      | DE1 (9 Wo.)DE | AT1 (3 Wo.)AT | CH2 (5 Wo.)CH | Erstveröffentlichung: 19. Februar 2021                      |       |

## Rezeption

### Erfolge und Auszeichnungen

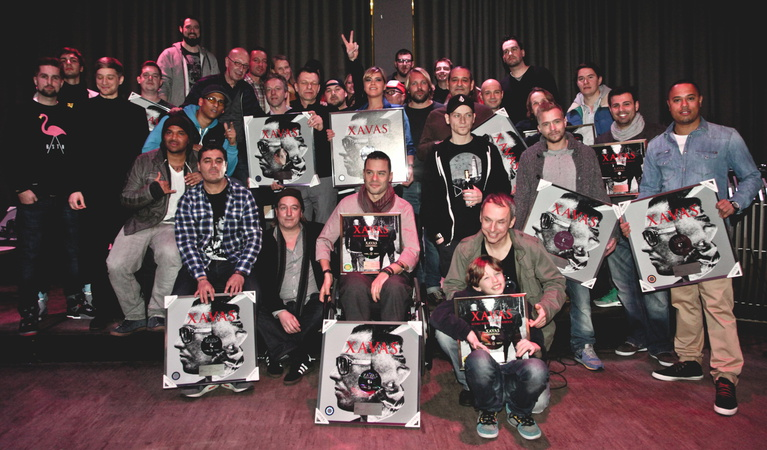
Gold- und Platin-Verleihung des Albums „Gespaltene Persönlichkeit“

Kool Savas erhielt sowohl für seine Verkäufe als auch im Rahmen von Musikpreisen sowie bei Abstimmungen über Bestenlisten Auszeichnungen. Bereits von seinem Debütalbum Der beste Tag meines Lebens wurden mehr als 100.000 Einheiten verkauft. Savas’ Soloalben, die Kollaborationsprojekte One, Optik Takeover! und Gespaltene Persönlichkeit sowie die Mixtapes John Bello Story II und John Bello Story III erreichten Ränge in den Top 10 der deutschen Album-Charts. Das dritte Album Aura wurde im Dezember 2012 mit Impala Gold ausgezeichnet. Dieser wird an Veröffentlichungen von Independent-Labels verliehen, die 75.000 Verkäufe aufweisen können. Anfang 2013 wurde Savas für 100.000 verkaufte Einheiten seines Albums Aura mit einer Goldenen Schallplatte ausgezeichnet. Seine größten kommerziellen Erfolge erzielte Kool Savas mit seiner Zusammenarbeit mit Xavier Naidoo. Das Album Gespaltene Persönlichkeit positionierte sich auf Rang eins der deutschen Album-Charts und wurde bereits nach einer Verkaufswoche mit einer Goldenen Schallplatte ausgezeichnet. Drei Monate nach der Veröffentlichung wurde das 200.000 Album verkauft, was mit einer Platin-Schallplatte prämiert wurde. In der Schweiz erreichte es nach 30.000 verkauften Einheiten Gold-Status. Auch in Österreich erfolgte die Auszeichnung in Form einer Goldenen Schallplatte.
Die bisher erfolgreichste Single Kool Savas’ ist das Stück Schau nicht mehr zurück. Bis Mitte Dezember 2012 wurden 150.000 Einheiten der Single in Deutschland verkauft. Damit ist Schau nicht mehr zurück das erste Lied des Rappers, das eine Goldene Schallplatte erhielt. In der Schweiz erhielt die Single nach 15.000 Verkäufen ebenfalls eine Goldene Schallplatte. Später folgte durch den Verkauf von insgesamt 30.000 Einheiten der Single Platin-Status.
Seinen ersten relevanten nationalen Musikpreis erhielt Kool Savas 2003 in Form des VIVA Comets in der Kategorie Hip Hop national. 2005 entwickelte sich sein Video zum Lied Das Urteil zu einem Erfolg auf dem Musiksender MTV. Im Rahmen der Chartsendung Total Request Live wurde das Musikvideo durch die Zuschauer in 20 Ausgaben der Show auf Platz eins gewählt. Dadurch erhielt der Rapper als erster Musiker die Auszeichnung TRL Golden Tape durch MTV. Die medial größte Aufmerksamkeit erzeugte der Gewinn des Musikwettbewerbs Bundesvision Song Contest im Jahr 2012. An diesem hatten Kool Savas und Xavier Naidoo mit ihrem Song Schau nicht mehr zurück teilgenommen. Darüber hinaus erhielt Savas bislang sechs Nominierungen für den Echo. 2003, 2004, 2005 und 2012 war er als Solokünstler in der Kategorie Künstler/Künstlerin/Gruppe HipHop National vertreten. Gemeinsam mit Azad erfolgte eine Nominierung 2006 und mit Xavier Naidoo 2013.
Bei den jährlich verliehenen Hiphop.de Awards zählt Kool Savas regelmäßig zu den Gewinnern. 2005 gewann er in den Kategorien Bester Rapper National, Bestes Video National für Das Urteil, Bestes Mixtape National für Die John Bello Story und Beste Punchline. Ein Jahr später erhielt er den Preis für die Beste Single National für Komm mit mir mit Ercandize und das Beste Video National für Das ist OR. 2007 zeichnete ihn die Seite als Bester Rap-Solo-Act National, für das Beste Album National für Tot oder Lebendig und für die Beste Punchline aus. Es folgten die Preise für Bester Rap-Solo-Act National, Beste Single National und Bestes Video National für Der Beweis 2 (Mammut Remix) und Bestes Album National für John Bello Story 2 im Jahr 2008 sowie für Bester Rap-Solo-Act National und Bestes Album National für John Bello Story 2 (Brainwash Edition) 2009. Im folgenden Jahr gewann Savas die Preise Beste Single National für Immer wenn ich rhyme, Bester Live-Act National und Bester Rap-Solo-Act National. Es folgten 2011 die Auszeichnungen Beste Single National für Aura, Bestes Album National für Aura und Bester Rap-Solo-Act National sowie 2012 Bester Rap-Solo-Act National und Lebenswerk National. 2013 zeichnete ihn Hiphop.de als Bester Live-Act National aus. Ein Jahr später folgte die Auszeichnung für die Beste Punchline. 2015, 2016 und 2022 folgten jeweils die Preise als Bester Live-Act National.

### Kontroversen und Indizierungen

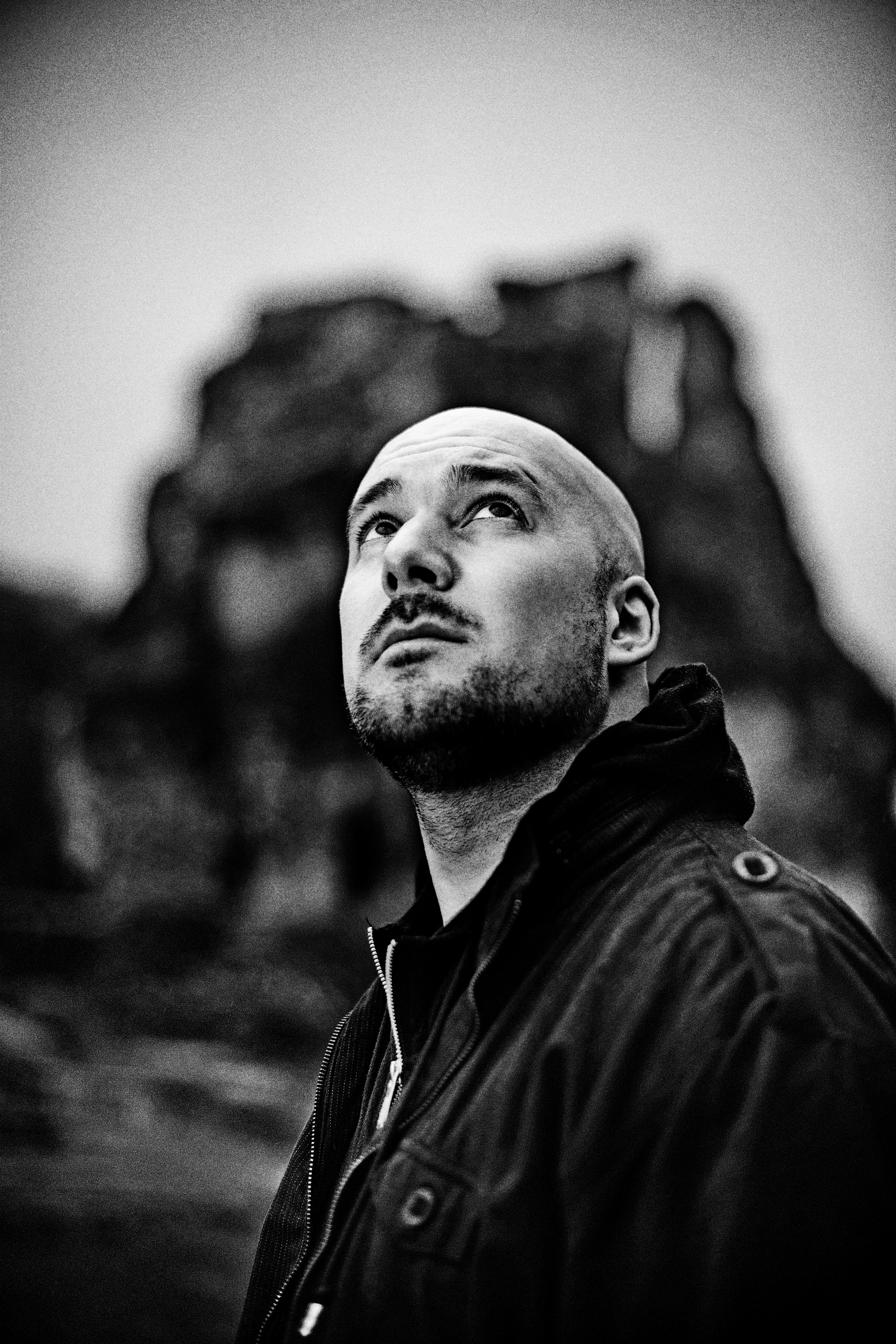
Kool Savas (2011)

Die Texte Savas’ waren des Öfteren Auslöser von Kontroversen. Insbesondere zu Beginn seiner Tätigkeit als Rapper wurden seine Texte in den Medien als pornografisch, frauenverachtend und homophob aufgenommen. So wurden etwa die Verse „Nutte, blas zu Ende, meine Zeit ist knapp bemessen. Deine Mutter wartet draußen und will Penis in die Fresse“ aus dem Lied Ihr müsst noch üben exemplarisch für Misogynie in Savas’ Texten hervorgehoben. Dadurch entwickelte er sich zu einem der kontroversesten Rapper Deutschlands. Neben Medien-Vertretern und Frauenverbänden griffen auch Mitglieder der Hip-Hop-Szene wie Hannes Loh den Rapper an. Im Fokus der Kritik standen die 2000 veröffentlichten Stücke LMS und Schwule Rapper sowie die EP Warum rappst Du?. Hannes Loh bezeichnete Savas 2002 als „Wegbereiter einer sexistischen und homophoben Sprache in den Hip-Hop-Texten.“ Die von Savas vorangetriebene Entwicklung des „neuen deutschen Battle-Raps“ ersetzte laut Loh das ursprüngliche „respektvolle Gegeneinander“ des Hip-Hops durch den „vermeintlichen Tabubruch um jeden Preis, der jede Form von Erniedrigung durch Beleidigung“ zulasse.
Das Stück Schwule Rapper wurde sowohl im Hinblick auf Homophobie als auch auf die textliche Verknüpfung von Sex und Gewalt kritisiert. Aufgrund der szeneinternen Anerkennung des Lieds wurde, so die Rapperin Sookee, die „sexistische Sprache und der Ausdruck ‚schwul‘ als pejoratives Adjektiv in der […] Jugendsprache trivialisiert und etabliert.“ Die Kritik an Teilen von Savas’ Frühwerk führte zur Überprüfung der Lieder durch die Bundesprüfstelle für jugendgefährdende Medien. Am 31. März 2001 wurde die EP Warum rappst Du? indiziert, womit sie nicht mehr an Jugendliche unter 18 Jahren verkauft oder beworben werden darf. Als indizierungsrelevant gab die Prüfstelle die Stücke Pimplegioneah, 16/2 und Warum rappst Du? an. Die Single LMS wurde am 31. Juli 2001 ebenfalls indiziert. Neben dem Lied LMS ist dabei auch der Song Schwule Rapper betroffen. 2005 distanzierte sich Kool Savas von seinen früheren Texten. Insbesondere in Bezug auf frauenfeindliche Passagen strebe er nicht an, dass seine Hörer durch diese dahingehend beeinflusst werden, eine respektlose Einstellung gegenüber Frauen zu entwickeln.
2012 stieß der Hidden Track Wo sind sie jetzt? des Albums Gespaltene Persönlichkeit auf eine breite Rezeption. In diesem Zusammenhang warfen zahlreiche Musikjournalisten Naidoo und Savas Homophobie vor. Insbesondere die im Lied enthaltene Gleichsetzung von Kinderschändern mit Schwulen wurde kritisiert. Während sich eine Reihe prominenter Hip-Hop-Musiker unterstützend zu Xavas äußerten, stellte der Verband Linksjugend solid Strafanzeige gegen die beiden Musiker sowie die verantwortlichen Musiklabels. Als Begründung nannte die Jugendorganisation der Partei Die Linke den Aufruf zur schweren Körperverletzung und zum Totschlag sowie Volksverhetzung. Savas und Naidoo erklärten in einer Stellungnahme, dass sie weder Homosexualität und Pädophilie gleichsetzen, noch zu Gewalt aufrufen wollen. Die Staatsanwaltschaft Mannheim sah keine Aufforderung zum Mord gegeben. Auch die in der Anzeige enthaltene Volksverhetzung sei nicht erkennbar.
2023 räumte Kool Savas in einem Interview mit dem Nachrichtenmagazin Spiegel jahrelanges und systematisches Fehlverhalten gegenüber weiblichen Fans ein. So sei es angesichts des vorhandenen Machtgefälles zwischen Musiker und Fan ein Fehler gewesen, beim Geschlechtsverkehr mit Groupies davon auszugehen, es handele sich um einvernehmlichen Sex. Er habe sich beim Umgang mit Frauen „absolut unkorrekt“ verhalten und werde sich im Zweifelsfall bei allen Betroffenen einzeln entschuldigen.

### Bedeutung

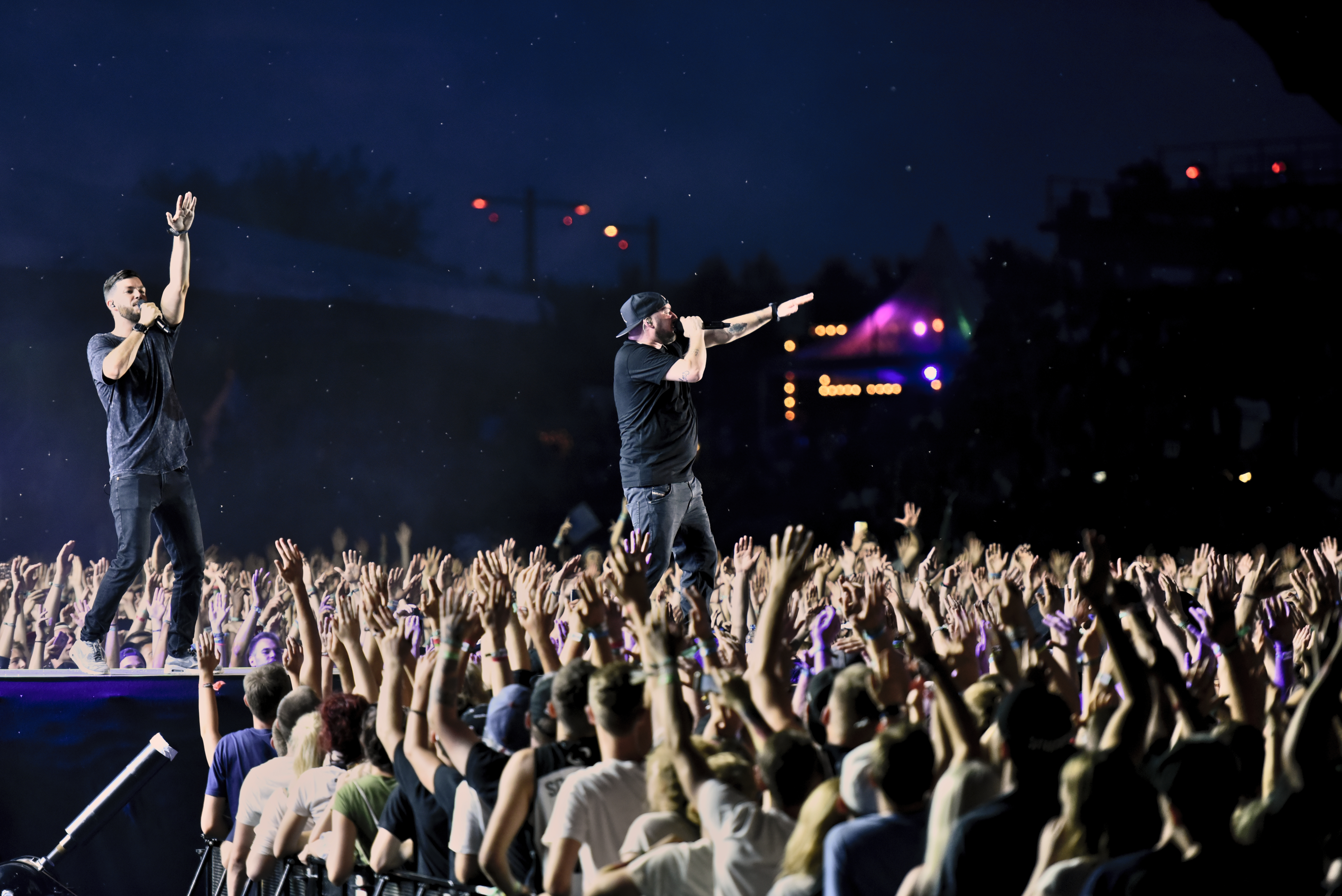
Kool Savas (rechts) bei dem Splash! Festival 2017

Kool Savas gilt als einer der einflussreichsten deutschen Rapper. In den 1990er-Jahren wurde deutscher Hip-Hop nur in Form von Vertretern der deutschen Mittelschicht medial repräsentiert. Sowohl die Musikindustrie als auch die Massenmedien vermieden Rap, der thematisch „von sozialem Elend, alltäglichem Rassismus oder ökonomischer Ausbeutung“ handelt. Savas konnte durch seine Form des Battle-Raps, in der sein eigener multikultureller Hintergrund nicht explizit betont wird, gleichermaßen in „Jugendzentren wie bei Gymnasiasten“ Erfolge feiern und somit die vorherrschenden „starren Grenzen zwischen ‚Deutschrap‘ und ‚Migrantenrap‘ […] durchbrechen.“ Die stilistische Ausrichtung des „Hardcore-Battle-Raps“ war, so Juice-Redakteur Chris Maruhn, bereits vor Savas durch Wegbereiter wie Moses Pelham und Konkret Finn in Deutschland existent gewesen, gewann aber erst durch ihn an Bedeutung. Kool Savas habe die „Parameter [definiert], auf denen andere später ganze Karrieren aufbauten.“ Darüber hinaus wird Savas durch Songs wie LMS auch als Mitbegründer des deutschsprachigen Porno-Raps angesehen, an dem sich die späteren Hauptvertreter Frauenarzt und King Orgasmus One orientierten.
Der Einfluss Savas’ wird vor allem daran deutlich, dass ihn zahlreiche namhafte Rapper als Vorbild benennen. Dabei wird zum Teil das Frühwerk oder das Debütalbum Der beste Tag meines Lebens als Haupteinfluss hervorgehoben. Die Gruppe K.I.Z sowie die Rapper Grim104, Prinz Pi und Kurt Hustle betonten in Interviews etwa die Bedeutung der frühen Battle-Rap-Aufnahmen. Dagegen lobten Olli Banjo, MoTrip und Ahzumjot vor allem Der beste Tag meines Lebens. Des Weiteren verweisen der Hip-Hop-Musiker Kaas sowie das Duo Genetikk durch Zitate Savas’ innerhalb ihrer eigenen Texte auf seinen Einfluss. Auch die Rapper Favorite, Visa Vie, Automatikk, Morlockk Dilemma, Alpa Gun, Laas Unltd. und Fler betonten in Interviews die Bedeutung Savas’. Flers gemeinsame Projekte mit Silla benannte er in Anlehnung an Westberlin Maskulin Südberlin Maskulin. Auch die Gruppe Zugezogen Maskulin bezieht sich auf das Duo.
Die Veröffentlichungen Savas’ konnten des Öfteren Platzierungen in Bestenlisten von Musikkritikern erreichen. So listete etwa die Musikzeitschrift Intro das Album Hoes, Flows, Moneytoes auf Platz acht der wichtigsten Deutschrap-Alben der 1990er Jahre auf. Für eine Sonderausgabe über Rap in Deutschland befragte das Hip-Hop-Magazin Juice Anfang 2008 eine Vielzahl von DJs, Rappern, Produzenten, Hip-Hop-Journalisten und Label-Mitarbeitern zu ihren Lieblingsalben. Dabei platzierten sich vier Alben Savas’ in den Top 20. Der beste Tag meines Lebens positionierte sich auf Rang fünf, Battlekings auf Rang 14, Hoes, Flows, Moneytoes auf Rang 15 und NLP auf Rang 18.